# فريدريش ماكس تيرش
فريدريش ماكس تيرش (بالألمانية: Friedrich von Thiersch) (و. 1852 – 1921 م) هو مهندس معماري، وأستاذ جامعي من ألمانيا . ولد في ماربورغ.
وهو عضو في الأكاديمية الملكية السويدية للفنون .
توفي في ميونخ.

## أعمال بارزة
من أهم أعماله:
- Justizpalast
- Festhalle Frankfurt
- Maximilian Bridge.

## مناصب وهيئات
أدار جامعة ميونخ التقنية.